# Crying in the Rain
Crying in the Rain is een nummer van het Amerikaanse muziekduo The Everly Brothers uit 1962.
Het nummer, dat gaat over een stukgelopen relatie, was een compositie van de twee succesvolle songwriters Carole King en Howard Greenfield. King schreef de muziek, terwijl Greenfield de tekst schreef. "Crying in the Rain" werd een grote hit en is een van de bekendste nummers van The Everly Brothers. In de Amerikaanse Billboard Hot 100 haalde het de 6e positie. Het nummer haalde de 9e positie in de voorloper van de Nederlandse Top 40. "Crying in the Rain" werd later nog vele malen gecoverd, waarvan de versie van A-ha de bekendste is.

## NPO Radio 2 Top 2000
| Nummer met noteringen in de NPO Radio 2 Top 2000 | '99 | '00 | '01  | '02  | '03  | '04  | '05  | '06  | '07  | '08  | '09 | '10  |
| ------------------------------------------------ | --- | --- | ---- | ---- | ---- | ---- | ---- | ---- | ---- | ---- | --- | ---- |
| Crying in the Rain                               | 627 | -   | 1531 | 1465 | 1511 | 1460 | 1597 | 1608 | 1599 | 1561 | -   | 1940 |

1. ↑  Een '-' betekent dat het nummer niet was genoteerd en een vetgedrukt getal geeft de hoogste notering aan.
2. ↑  Deze tabel is bijgewerkt tot en met de laatste editie (2024).

## Evergreen Top 1000
| Evergreen Top 1000 "Crying in the rain" | Evergreen Top 1000 "Crying in the rain" | Evergreen Top 1000 "Crying in the rain" | Evergreen Top 1000 "Crying in the rain" | Evergreen Top 1000 "Crying in the rain" | Evergreen Top 1000 "Crying in the rain" | Evergreen Top 1000 "Crying in the rain" | Evergreen Top 1000 "Crying in the rain" | Evergreen Top 1000 "Crying in the rain" | Evergreen Top 1000 "Crying in the rain" | Evergreen Top 1000 "Crying in the rain" | Evergreen Top 1000 "Crying in the rain" | Evergreen Top 1000 "Crying in the rain" | Evergreen Top 1000 "Crying in the rain" | Evergreen Top 1000 "Crying in the rain" | Evergreen Top 1000 "Crying in the rain" | Evergreen Top 1000 "Crying in the rain" |
| Jaar                                    | 2008                                    | 2009                                    | 2010                                    | 2011                                    | 2012                                    | 2013                                    | 2014                                    | 2015                                    | 2016                                    | 2017                                    | 2018                                    | 2019                                    | 2020                                    | 2021                                    | 2022                                    | 2023                                    |
| --------------------------------------- | --------------------------------------- | --------------------------------------- | --------------------------------------- | --------------------------------------- | --------------------------------------- | --------------------------------------- | --------------------------------------- | --------------------------------------- | --------------------------------------- | --------------------------------------- | --------------------------------------- | --------------------------------------- | --------------------------------------- | --------------------------------------- | --------------------------------------- | --------------------------------------- |
| Positie                                 | 73                                      | 319                                     | 312                                     | 312                                     | 393                                     | 122                                     | 232                                     | 240                                     | 409                                     | 314                                     | 410                                     | 340                                     | 426                                     | 339                                     | 497                                     | 297                                     |

## Versie van A-ha
In september 1990 bracht de Noorse band A-ha een cover van het nummer op vinylsingle uit, als eerste single van hun vierde studioalbum East of the Sun, West of the Moon. In oktober volgde de uitgave op cd single.
De cover werd een hit in diverse Europese landen. In A-ha's thuisland Noorwegen was het goed voor een nummer 1-positie en in het Verenigd Koninkrijk werd de 13e positie in de UK Singles Chart bereikt.
In Nederland was de plaat op donderdag 27 september 1990 TROS Paradeplaat op Radio 3 en werd een radiohit. De plaat bereikte de 10e positie in de Nationale Top 100 en de 11e positie in de Nederlandse Top 40.
In België bereikte de plaat de 12e positie in de Vlaamse Ultratop 50 en de 20e positie in de Vlaamse Radio 2 Top 30. 
The Everly Brothers voelden zich vereerd dat A-ha hun nummer coverde. Als blijk van waardering stuurden de broers een stel gitaren naar de bandleden van A-ha. Deze gitaren bleef de band voortaan ook gebruiken.